# Orden von der Ginsterblume
Der Orden von der Ginsterblume (frz. „Ordre de la Coste de Genest“) war ein französischer Ritterorden.  Er wurde 1234 nach der Krönung der Gemahlin des Königs Ludwig IX. (Ludwig des Heiligen) von Frankreich oder kurz danach durch König Karl VI. gestiftet, hatte jedoch nicht lange Bestand.
Die Übersetzung des Namens aus dem Französischen trifft die Bezeichnung „Schote“ besser; daher ist auch die Bezeichnung „Orden (von) der Ginsterschote“ gebräuchlich.
Ordenszeichen war ein goldenes Kreuz aus den Schoten des Ginsters, dazwischen goldene Lilien, mit der darauf in Schwarz eingelegten Devise „Exaltas humiles“. Es wurde an einer aus goldenen Herzen zusammengesetzten kurzen Halskette getragen.